# Anna Simms Banks
Anna Simms Banks   (Louisville, 1862 - Winchester, 1923) fou una professora i política afroamericana nascuda a Brandenburg (Kentucky). El 3 de març del 1920, fou la primera dona afroamericana elegida com a delegada en la 7a Convenció Republicana del Districte del Congrés a Kentucky, època en què les dones de Kentucky podien votar pel president, però no tenien ple dret al sufragi. Simms fou nomenada membre del Comité de Regles. Feu classes a Louisville (Kentucky) i va morir a Winchester (Kentucky).

## Biografia
Simms Banks nasqué a Brandenburg (Kentucky); la seva mare, Isabelle, era una serventa domèstica, i son pare, Marquis Simms, era barber. Anna fou mestra d'escola a Louisville. Es casà amb William Webb Banks el 1906, un corresponsal de diaris tant per a blancs com afroamericans, políticament actiu sobre el tema dels drets civils i polítics dels afroamericans.

## Vida política
Anna viatjà a Nova York i a Washington D C al 1913 mentre acompanyava el seu espòs com a comissionat de Kentucky a l'Exposició de l'Emancipació, i hi conegué la cultura política contemporània.
Més tard, ajudà a organitzar els treballadors afroamericans de l'hospital de Winchester.
Una volta triada com a delegada en la 7a Convenció Republicana del Districte del Congrés a Kentucky, Simms anuncià: «Estem començant a obrir els ulls en política, però d'ací a poc ens farem sentir, i pots confiar que Annie Simms Banks, de Winchester, farà la seua part per al gran vell partit».
Va morir tres anys després de pneumònia a Winchester (Kentucky), i el seu obituari l'anomenà «prominent líder de l'ètnia». El seu marit va morir dos anys després i fou soterrat al seu costat.